# Legione straniera (album)
Legione straniera è il secondo album in studio del musicista italiano Giusto Pio, pubblicato nel 1982.

## Descrizione
In questo album, scritto a quattro mani con Franco Battiato, Pio abbandona lo stile sperimentale del precedente Motore immobile per abbracciare sonorità pop. Musiche, arrangiamenti e stilemi riportano alle composizioni di Battiato, che presta la voce in alcuni brani del disco. Pio condivide con l'artista siciliano anche il team di musicisti, che vanno dal noto chitarrista Alberto Radius al tastierista Filippo Destrieri, coautore della title track.
Di Legione straniera viene realizzato un videoclip con protagonista Giusto Pio. Ostinato verrà utilizzata come sigla del programma televisivo Sereno variabile. Cristina's Day è dedicato alla nipote di Battiato, nata da poco. Giardino segreto riprende la celeberrima Aria sulla quarta corda di Bach, su cui viene sovrapposto il "Coro dei Tailandesi", in realtà un campionamento delle voci di alcune cameriere che conversavano vicino alla camera d'albergo dove soggiornava Battiato all'epoca. Il brano è cofirmato da Kui, storico alias di Battiato.
Nonostante il successo commerciale, l'album non è stato mai ristampato su CD.

## Tracce
Tutti i brani sono di Battiato-Pio, tranne dove indicato.
1. Legione straniera – 3:14 (Pio-Battiato-Destrieri)
2. Ostinato – 3:11
3. Eritrea's – 3:24
4. Cristina's Day – 2:37
5. Celestial Tibet – 3:12
6. Giardino segreto – 3:42 (Pio-Kui-Bach)
7. Totem – 4:53
8. Aria di un tempo – 3:30

Durata totale: 27:43

## Formazione
- Giusto Pio – violino
- Franco Battiato – voce
- Paolo Donnarumma – basso
- Alfredo Golino – batteria, percussioni
- Filippo Destrieri – tastiera
- Alberto Radius – chitarra
- Gigi Tonet – programmazione
- Coro dei Tailandesi, Paola Orlandi – cori